# Challenger de México 2013
El torneo Copa Internacional de Tenis Total Digest 2013 fue un torneo profesional de tenis perteneciente al ATP Challenger Series 2013. Se disputó sobre pistas duras en Ciudad de México (México), entre el 15 y el 21 de abril de 2013.

## Jugadores participantes del cuadro de individuales

### Cabezas de serie
| País                      | Jugador          | Rank1 | Favorito |
| ------------------------- | ---------------- | ----- | -------- |
| Bandera de China Taipéi   | Lu Yen-hsun      | 74    | 1        |
| Bandera de Israel         | Dudi Sela        | 106   | 2        |
| Bandera de Estados Unidos | Rajeev Ram       | 112   | 3        |
| Bandera de Francia        | Adrian Mannarino | 120   | 4        |
| Bandera de Japón          | Yūichi Sugita    | 138   | 5        |
| Bandera de Canadá         | Vasek Pospisil   | 141   | 6        |
| Bandera de Estados Unidos | Donald Young     | 160   | 7        |
| Bandera de China Taipéi   | Jimmy Wang       | 162   | 8        |

- 1 Se ha tomado en cuenta el ranking del 8 de abril de 2013.

### Otros participantes
Los siguientes jugadores recibieron una invitación (wild card), por lo tanto ingresan directamente al cuadro principal:
- Antoine Benneteau
- Miguel Gallardo-Valles
- Eduardo Peralta-Tello
- Miguel Ángel Reyes-Varela

Los siguientes jugadores ingresan al cuadro principal como alternativos:
- Norbert Gombos
- Michael Lammer

Los siguientes jugadores ingresan al cuadro principal tras disputar el cuadro clasificatorio:
- Christopher Díaz-Figueroa
- Chris Guccione
- Gianni Mina
- Franko Škugor

## Jugadores participantes en el cuadro de dobles

### Cabezas de serie
| País                      | Jugador            | País                 | Jugador            | Rank1 | Favorito |
| ------------------------- | ------------------ | -------------------- | ------------------ | ----- | -------- |
| Bandera de Tailandia      | Sanchai Ratiwatana | Bandera de Tailandia | Sonchat Ratiwatana | 152   | 1        |
| Bandera de Estados Unidos | James Cerretani    | Bandera de Canadá    | Adil Shamasdin     | 166   | 2        |
| Bandera de Brasil         | Marcelo Demoliner  | Bandera de Brasil    | André Sá           | 176   | 3        |
| Bandera de Australia      | Jordan Kerr        | Bandera de Australia | John-Patrick Smith | 212   | 4        |

- 1 Se ha tomado en cuenta el ranking del 8 de abril de 2013.

### Otros participantes
Los siguientes jugadores recibieron una invitación (wild card), por lo tanto ingresan directamente al cuadro principal:
- Miguel Gallardo Valles /  Miguel Ángel Reyes-Varela
- Gianni Mina /  Santiago Sierra  Manuel Sánchez Montemayor

## Campeones

### Individual Masculino
- Andrej Martin derrotó en la final a  Adrian Mannarino  por 4-6, 6-4, 6-1

### Dobles Masculino
- Carsten Ball /  Chris Guccione derrotaron en la final a  Jordan Kerr /  John-Patrick Smith  por 6-3, 3-6, [11-9]